# 女形

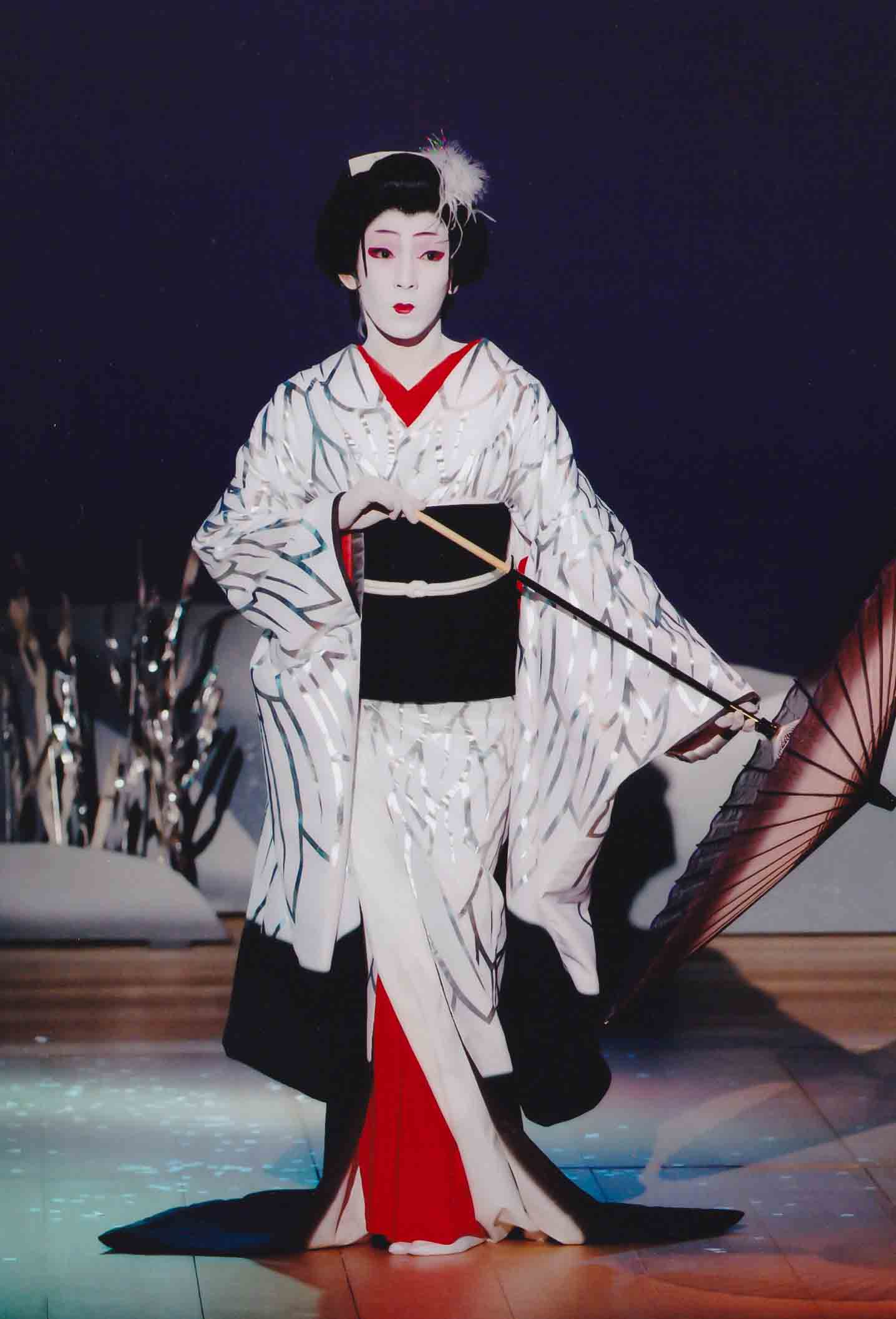

女形是日本歌舞伎中飾演女角的男演員，此反串的安排源自1629年禁止女子參演的法例。演員要掌握女角必須學習許多特定的技巧，包括傳統日本女性的舉止，以及使用假聲模仿女性的聲音。